# Guillaume Garot
Pour les articles homonymes, voir Garot.
Guillaume Garot (/ɡijom ɡaʁo/), né le 29 mai 1966 à Laval (Mayenne), est un homme politique français.
Membre du Parti socialiste (PS), il est élu député de la 1re circonscription de la Mayenne en 2007, mandat qu'il conserve en 2012 puis 2017. En tant que parlementaire, il s'engage dans la lutte contre le gaspillage et la précarité alimentaires, et contre les déserts médicaux.
Il est maire de Laval et président de Laval Agglomération entre 2008 et 2012, puis ministre délégué à l'Agroalimentaire jusqu'en 2014 dans les deux gouvernements de Jean-Marc Ayrault.
Il se présente aux élections régionales de 2021 dans les Pays de la Loire en chef de file de la coalition « Le Printemps des Pays de la Loire », formée autour du Parti socialiste et du Parti communiste. Il se rallie à la liste de l'écologiste Matthieu Orphelin pour le second tour, mais leur alliance est devancée au second tour par la présidente sortante Christelle Morançais.

## Situation personnelle

### Famille
Guillaume Garot est le fils de l’ancien député européen socialiste Georges Garot. Il est donc également le neveu à la mode de Bretagne de Pierre Méhaignerie, ancien député et ministre dans plusieurs gouvernements, membre de l'UDF puis de l'UMP. Il est également le cousin de Rachel Méhaignerie, son attachée parlementaire.

### Études
Après des études secondaires au lycée Douanier-Rousseau à Laval, il entre en classe préparatoire au lycée Chateaubriand de Rennes (hypokhâgne) puis au lycée Lakanal (khâgne), avant d’intégrer l'université Paris-1 Panthéon-Sorbonne, où il obtient une maîtrise d’histoire.
Il est également diplômé de l’Institut d’études politiques de Paris (promotion 1991, section Service Public).

## Parcours politique

### Débuts
Adhérent au Parti socialiste (PS) en 1985, à l'âge de 19 ans, il travaille avec Daniel Vaillant, d'abord comme directeur de son cabinet à la mairie du 18e arrondissement de Paris de 1995 à 2000, puis comme conseiller à son cabinet au ministère de l’Intérieur.
En 2002, il rejoint l'équipe des collaborateurs du maire de Paris Bertrand Delanoë, et est chargé de la préparation des discours et interventions publiques. Il devient en 2005 conseiller politique de Christophe Caresche, adjoint au maire de Paris chargé de la sécurité.
Il se présente à Laval aux élections municipales de 2001 puis aux élections législatives de 2002 dans la première circonscription de la Mayenne, mais échoue à chaque fois face à François d'Aubert. En 2004, il est élu conseiller général de la Mayenne dans le canton de Laval-Sud-Ouest.
Devenu premier secrétaire fédéral du PS de la Mayenne, il s'impose comme chef de file de la gauche unie à Laval et au conseil général de la Mayenne.

### Député de la Mayenne (2007-2012)
Le 17 juin 2007, il crée la surprise en battant François d'Aubert, qui briguait un septième mandat, avec 50,6 % des voix. Il devient ainsi le premier député de gauche élu dans la Mayenne au scrutin majoritaire. Il siège au sein du groupe socialiste, radical, citoyen et divers gauche (SRC) et est membre de la commission des Affaires économiques, de l'Environnement et du Territoire dans un premier temps, puis de la commission de la Défense nationale et des Forces armées dans un second temps. À la suite de son élection comme député, il démissionne de son mandat de conseiller municipal d'opposition de Laval afin de se conformer aux dispositions de la loi sur le cumul des mandats.
En 2008, Guillaume Garot soutient activement la candidature de Ségolène Royal dans la course au congrès de Reims et devient son porte-parole en 2009. La même année, il est désigné comme « valeur montante » du Parlement par les consultants de Séance publique, cabinet de conseil et d’étude, pour ses travaux réalisés durant la session parlementaire 2008-2009.
Guillaume Garot est réélu député dans la première circonscription de la Mayenne avec 58,5 % des suffrages au deuxième tour des élections législatives de 2012. Sa nomination en qualité de ministre le conduit à laisser son mandat à sa suppléante, Sylvie Pichot.

### Maire de Laval (2008-2012)
Pour les élections municipales de 2008 à Laval, il prend la tête d'une liste d'union face à quatre listes : une liste UMP-MoDem, une centriste, une liste Lutte ouvrière et une liste du Mouvement indépendant des quartiers populaires et de l'immigration (MIQPI), soutenue par la LCR.
Le 9 mars 2008, il remporte les élections municipales au premier tour avec 50,2 % des voix contre 43,0 % à son principal adversaire, le maire UMP sortant François d'Aubert. Cette élection marque le retour de la gauche aux responsabilités locales après une parenthèse de treize ans. Il est élu maire par le nouveau conseil municipal le 16 mars 2008, puis quelques jours plus tard président de la communauté d’agglomération Laval Agglomération.
Il s’investit notamment dans la rénovation urbaine de la ville des quartiers Pommeraies-Vignes, Fourches et de la caserne du 42e régiment de transmission : réhabilitation de logements sociaux, d’espaces publics et rénovation thermique et phonique des bâtiments.
Il contribue au développement de l’offre de vélo en libre service, de la ligne TGV reliant Laval à Paris en 1 h 12 et à l’amélioration des offres de transport en commun. Après cet investissement dans les Transports Urbains de Laval (TUL), le réseau bat en 2010 des records de fréquentation avec plus de huit millions de voyageurs et selon un rapport de la Direction régionale de l'Environnement (DREAL), « avec 82 voyages par an et par habitant, Laval se situe dans le peloton de tête des réseaux français de taille équivalente ».
Connue pour ses illuminations de Noël, Laval investit en 2008 dans des éclairages LED et les énergies renouvelables pour réduire son empreinte énergétique (- 25 % en 2008). Il met par ailleurs en œuvre l’interdiction de l’usage des produits phytosanitaires par les services municipaux.

### Ministre délégué à l'Agroalimentaire (2012-2014)
Le 21 juin 2012, il est nommé au gouvernement Jean-Marc Ayrault en tant que ministre délégué à l'Agroalimentaire,. Obéissant à la règle de non-cumul des mandats, il cède sa place comme maire de Laval et président de Laval Agglomération à Jean-Christophe Boyer respectivement les 9 et 12 juillet 2012.
Le 31 mars 2014, au lendemain du second tour des élections municipales à l'occasion desquelles Laval passe à droite, il est mis fin à ses fonctions de ministre à la suite de la démission de Jean-Marc Ayrault. Il récupère son mandat de député au début du mois de mai 2014,.

### Retour à la députation (depuis 2014)

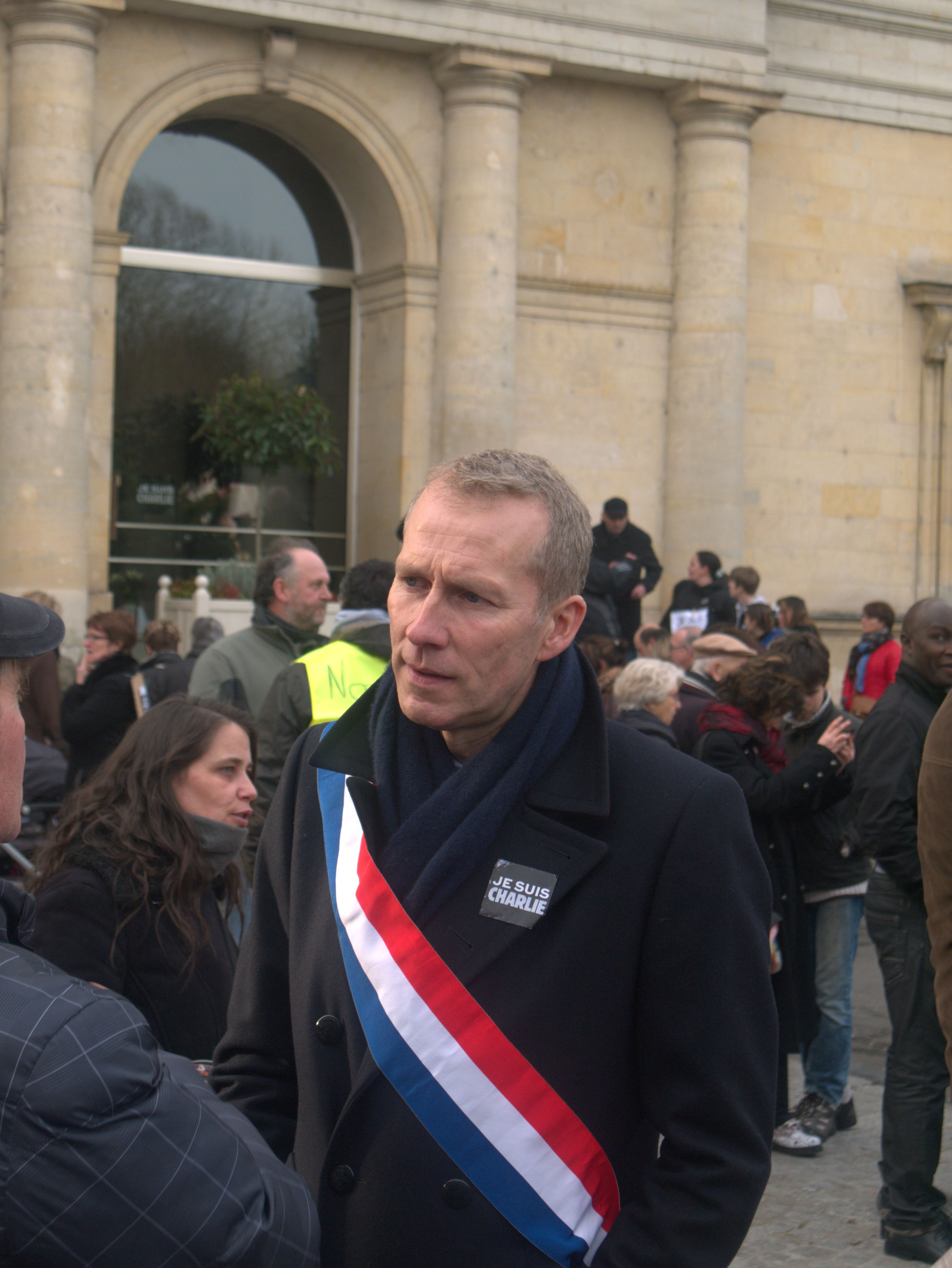
Guillaume Garot à la marche républicaine du 11 janvier 2015.

Redevenu député en mai 2014, il poursuit l’engagement qu’il avait initié au gouvernement contre le gaspillage alimentaire et la précarité. L'année suivante, en mars 2015, il est élu conseiller départemental dans le canton de Laval-3 avec 55,7 % des voix.
Il est nommé, en décembre 2014, président du conseil d'administration du domaine de Chambord. Il est également président du Conseil national de l'alimentation (CNA) depuis 2016.
Il vote en faveur du projet de loi constitutionnelle instituant la déchéance de nationalité pour les auteurs d'acte terroriste, qui divise fortement les groupes parlementaires de gauche comme de droite, en février 2016, à l'instar de plusieurs anciens membres du gouvernement comme Jean-Marc Ayrault, Frédéric Cuvillier ou encore Valérie Fourneyron. Il indique le mois suivant que la nouvelle version du projet de loi Travail constitue de son point de vue « une base mieux équilibrée pour consolider notre Contrat Social ». Il déclare en mai 2016 à propos des députés socialistes ayant tenté — sans succès — de déposer une motion de censure contre le gouvernement Valls II que « nous n’avons plus rien à faire avec eux », les accusant de faire passer les parlementaires favorables à la loi Travail pour des « social-traîtres ».
Il est réélu député lors des élections législatives de 2017. Faisant partie des rares députés socialistes sortants à conserver sa circonscription, étant réélu avec 62,4 % au second tour face à une candidate de La République en marche (LREM), il est également l'un des trois parlementaires du groupe socialiste à voter pour la confiance au gouvernement Édouard Philippe. Sous la XVe législature, il est notamment vice-président commission du Développement durable et de l'Aménagement du territoire.

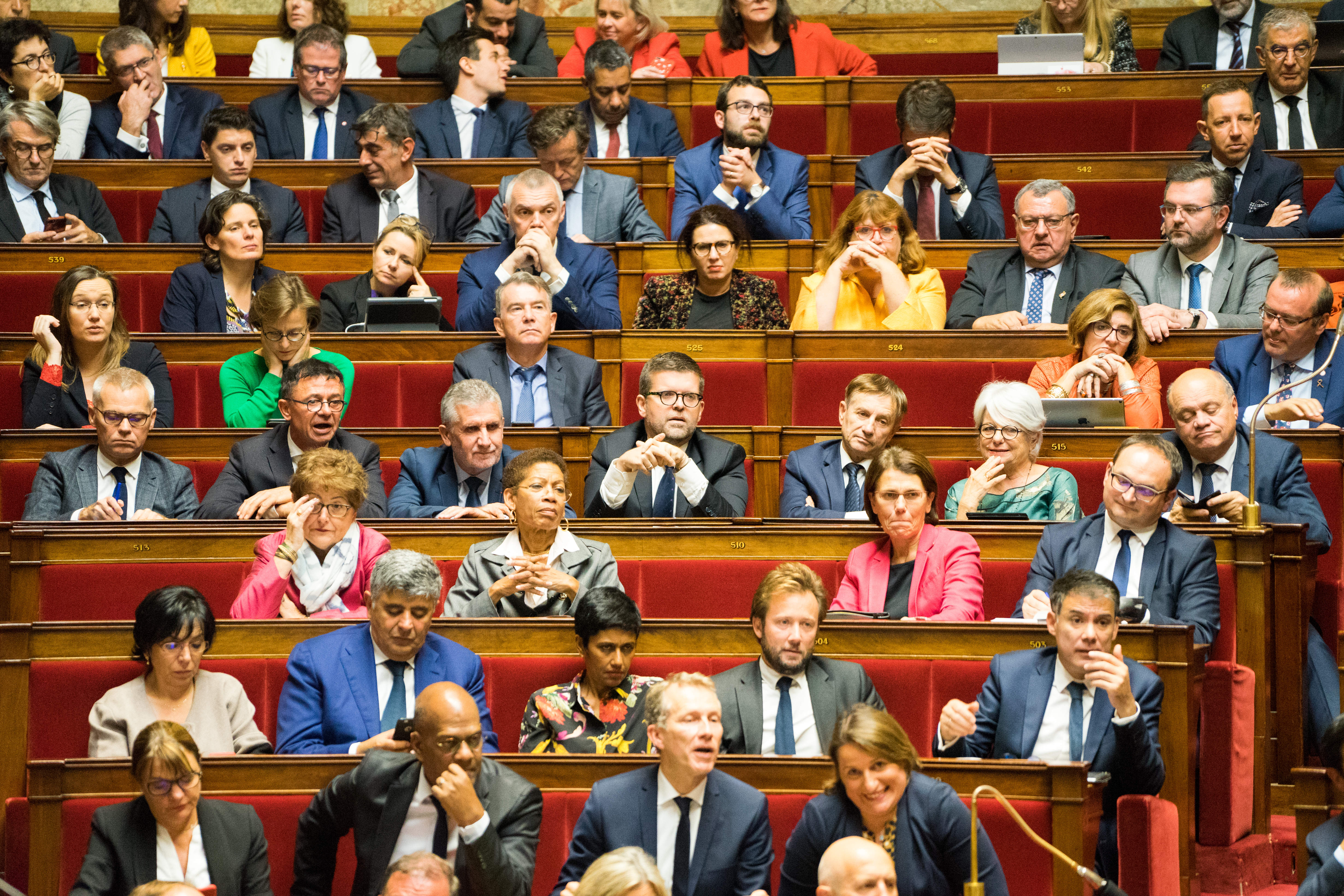
Guillaume Garot en 2018 en séance dans l'hémicycle de l'Assemblée nationale au centre du 1er rang.

Pour ce troisième mandat, il met en place dans son département des « Ateliers citoyens », pour associer les citoyens à la fabrication de la loi. En 2018, il rédige ainsi des amendements à la loi Agriculture et Alimentation. L'année d'après, il défend à l’Assemblée nationale une proposition de loi sur la santé et contre les déserts médicaux directement issue de ces ateliers citoyens. La démarche se poursuit en 2020 sur la question de la dépendance et du grand âge, alors qu’est annoncé un projet de loi sur le sujet. Plusieurs dizaines de personnes participent tous les ans à ces ateliers.
En mai 2022, il est investi par le Parti socialiste, pour la coalition Nouvelle Union populaire écologique et sociale, dans la première circonscription de la Mayenne.
Après la dissolution décidée par Emmanuel Macron, il est réinvesti aux élections législatives de 2024 par le Parti socialiste au sein de la coalition du Nouveau Front populaire. Il est réélu député de la Mayenne face au Rassemblement national avec 67,56 % des voix .

### Élections régionales de 2021
Guillaume Garot annonce le 22 septembre 2020 sa candidature aux élections régionales de 2021 dans les Pays de la Loire.
Il fait ainsi partie des premiers signataires de l'appel du « Printemps des Pays de la Loire » qui appelle à l'union de la gauche et des écologistes dès le premier tour,. Il s’oppose notamment à la vente des Chantiers de l’Atlantique au groupe italien Fincantieri et au transfert de technologie au groupe chinois CSSC. Il prend position pour étendre le dispositif de formation des demandeurs d’emplois, mettre en place un plan de soutien scolaire dans les lycées pour les élèves décrocheurs et salarier des médecins dans les zones qui en sont dépourvues.

## Prises de position

### Gaspillage alimentaire
Guillaume Garot est connu pour son engagement dans la lutte contre le gaspillage alimentaire. En tant que ministre délégué, il lance, en juin 2013, le pacte national de lutte contre le gaspillage alimentaire. Le pacte national doit répondre aux objectifs de l’Union européenne visant à diviser le gaspillage par deux d’ici 2025. Il présente un nouveau rapport sur le gaspillage alimentaire le 14 avril 2015. Ce rapport s'inscrit dans le cadre du projet de loi sur la transition énergétique pour la croissance verte engagé par le second gouvernement Valls.
Il est l'auteur et le rapporteur de la loi n°2016-138 du 11 février 2016 relative à la lutte contre le gaspillage alimentaire appelée depuis « loi Garot ». Cette loi oblige notamment les supermarchés de plus de 400 mètres carrés à donner leurs invendus alimentaires s’ils sont sollicités par des associations de solidarité : d’après les chiffres des Banques Alimentaires, les denrées alimentaires collectées sont passées de 36 000 tonnes à 46 000 tonnes entre 2015 et 2017, soit une hausse de près de 28 %. En 2020, il lance « l’acte 2 » pour aller plus loin dans la lutte contre le gaspillage alimentaire en déposant une nouvelle proposition de loi, qui envisage de faire de la lutte contre le gaspillage une grande cause de 2021, de généraliser l’éducation à l’alimentation à l’école, d'expérimenter une prime à l’assiette vide dans les restaurants universitaires, de supprimer la date de durabilité minimale (DDM) sur les pâtes, le riz, les céréales ou encore de créer d’une police du gaspillage alimentaire pour contrôler la qualité des dons des grandes surfaces.
Il milite également pour la création d’une couverture alimentaire universelle pour lutter contre la précarité alimentaire et propose une aide départementale aux familles précaires de collégiens sous forme de bons alimentaires.

### Santé
Il présente en 2019 trois propositions de lois pour lutter contre les déserts médicaux qu’il rédige à partir d’ateliers citoyens organisés en Mayenne : elles visent à établir de nouvelles règles pour l'installation des médecins généralistes et spécialistes libéraux, et ainsi mieux les répartir selon les besoins des habitants et des territoires, comme cela existe déjà pour d’autres professions de santé. Ces propositions sont soutenues par la gauche et par Les Républicains mais seront rejetées par la majorité parlementaire.
En mars 2020, il propose en tant que conseiller départemental de la Mayenne, une prime de 1000€ à destination des aides à domicile et agents d’Ehpad. Cette proposition est votée à l’unanimité en mai 2020. Il s’oppose deux mois plus tard à la fermeture du centre médico-psychologique de Château-Gontier.

### Écologie
Lors de la discussion de la loi Egalim en 2018, il prend position pour l’interdiction de l’usage du glyphosate en France à partir de 2021. Il s’oppose l'année d'après au gouvernement sur la signature de l’accord commercial avec le Mercosur, à contre-courant des accords de Paris sur le climat.
Ayant voté pour l’interdiction des néonicotinoïdes en 2016, il vote contre le retour de ces produits phytosanitaires en 2020. Il explique que « la nocivité de ces produits pour la biodiversité est avérée, notamment pour les abeilles. Il est impensable de revenir sur leur interdiction, alors que 80 % des insectes volants ont disparu depuis 30 ans ».

## Détail des mandats et fonctions

### Au gouvernement
- 21 juin 2012 – 31 mars 2014 : ministre délégué à l'Agroalimentaire.

### À l’Assemblée nationale
- 20 juin 2007 – 21 juillet 2012 : député de la première circonscription de la Mayenne.
- Depuis le 2 mai 2014 : député de la première circonscription de la Mayenne.

### Au niveau local
- 19 mars 2001 – 16 juillet 2007 : conseiller municipal de Laval.
- 28 mars 2004 – 16 mars 2008 : conseiller général de la Mayenne (élu du canton de Laval-Sud-Ouest).
- 16 mars 2008 – 9 juillet 2012 : maire de Laval.
- 10 avril 2008 – 12 juillet 2012 : président de Laval Agglomération.
- 30 mars 2014 – 30 mars 2015 : conseiller municipal de Laval et conseiller communautaire de Laval Agglomération.
- 2 avril 2015 - 1er juillet 2021 : conseiller départemental de la Mayenne (élu du canton de Laval-3).

## Synthèse des résultats électoraux

### Élections municipales
| Année | Commune | 1er tour | 1er tour         | 1er tour | 1er tour | 1er tour | Sièges  |
| Année | Commune | Liste    | Liste            | Voix     | %        | Rang     | Sièges  |
| ----- | ------- | -------- | ---------------- | -------- | -------- | -------- | ------- |
| 2008  | Laval   |          | PS-Verts-PCF-PRG | 11 139   | 50,25    | 1re      | 35 / 45 |

### Élections cantonales puis départementales
| Année | Parti | Parti | Canton          | 1er tour | 1er tour | 1er tour | 2d tour | 2d tour | 2d tour | Issue |
| Année | Parti | Parti | Canton          | Voix     | %        | Rang     | Voix    | %       | Rang    | Issue |
| ----- | ----- | ----- | --------------- | -------- | -------- | -------- | ------- | ------- | ------- | ----- |
| 2004  |       | PS    | Laval-Sud-Ouest | 2 967    | 56,67    | 1er      |         |         |         | Élu   |
|       |       |       |                 |          |          |          |         |         |         |       |
| 2015  |       | PS    | Laval-3         | 1 515    | 42,46    | 1er      | 1 902   | 55,86   | 1er     | Élu   |

### Élections régionales
| Année | Région           | 1er tour | 1er tour      | 1er tour | 1er tour | 1er tour | 2e tour | 2e tour | 2e tour | 2e tour | 2e tour | Sièges  |
| Année | Région           | Liste    | Liste         | Voix     | %        | Rang     | Liste   | Liste   | Voix    | %       | Rang    | Sièges  |
| ----- | ---------------- | -------- | ------------- | -------- | -------- | -------- | ------- | ------- | ------- | ------- | ------- | ------- |
| 2021  | Pays de la Loire |          | PS-PCF-PRG-PP | 132 693  | 16,32    | 3e       | Fusion  | Fusion  | Fusion  | Fusion  | Fusion  | 12 / 93 |

### Élections législatives
| Année | Parti  | Parti | Circonscription   | 1er tour | 1er tour | 1er tour | 2d tour | 2d tour | 2d tour | Issue |
| Année | Parti  | Parti | Circonscription   | Voix     | %        | Rang     | Voix    | %       | Rang    | Issue |
| ----- | ------ | ----- | ----------------- | -------- | -------- | -------- | ------- | ------- | ------- | ----- |
| 2002  |        | PS    | 1re de la Mayenne | 15 463   | 30,67    | 2e       |         |         |         | Battu |
| 2007  | 17 649 | PS    | 1re de la Mayenne | 34,65    | 2e       | 25 258   | 50,63   | 1er     | Élu     |       |
| 2012  | 20 109 | PS    | 1re de la Mayenne | 47,15    | 1er      | 23 552   | 58,47   | 1er     | Élu     |       |
| 2017  | 11 860 | PS    | 1re de la Mayenne | 30,99    | 1er      | 18 847   | 61,24   | 1er     | Élu     |       |
| 2022  | 17 684 | PS    | 1re de la Mayenne | 49,62    | 1er      | 20 178   | 63,22   | 1er     | Élu     |       |
| 2024  | 22 483 | PS    | 1re de la Mayenne | 45,39    | 1er      | 31 428   | 67,56   | 1er     | Élu     |       |